# Elezioni comunali in Umbria del 2012
Le elezioni comunali in Umbria del 2012 si sono tenute il 6 e 7 maggio (con ballottaggio il 20 e 21 maggio).

## Riepilogo sindaci eletti
Coalizione di centro-sinistra
     Coalizione di centro-destra
| Provincia | Comune | Popolazione legale (censimento 2001) | Sindaco uscente | Sindaco uscente         | Sindaco eletto | Sindaco eletto            | Primo turno | Primo turno | Secondo turno | Secondo turno | Seggi   |
| Provincia | Comune | Popolazione legale (censimento 2001) | Sindaco uscente | Sindaco uscente         | Sindaco eletto | Sindaco eletto            | Voti        | %           | Voti          | %             | Seggi   |
| --------- | ------ | ------------------------------------ | --------------- | ----------------------- | -------------- | ------------------------- | ----------- | ----------- | ------------- | ------------- | ------- |
| Perugia   | Todi   | 17 516                               |                 | Antonino Ruggiano (PdL) |                | Carlo Rossini (PD)        | 4 811       | 48,66       | 5 159         | 52,37         | 10 / 16 |
| Terni     | Narni  | 19 814                               |                 | Stefano Bigaroni (PD)   |                | Francesco De Rebotti (PD) | 6 275       | 57,65       | —             | —             | 11 / 16 |

## Perugia

### Todi
| Candidati                     | Candidati                | II turno             | II turno         | I turno | I turno | Liste                   | Voti  | %     | Seggi |
| Candidati                     | Candidati                | Voti                 | %                | Voti    | %       | Liste                   | Voti  | %     | Seggi |
| ----------------------------- | ------------------------ | -------------------- | ---------------- | ------- | ------- | ----------------------- | ----- | ----- | ----- |
|                               | Carlo Rossini ✔️ Sindaco | 5 159                | 52,37            | 4 811   | 48,66   | Partito Democratico     | 2 679 | 29,28 | 6     |
| Partito Socialista Italiano   | Carlo Rossini ✔️ Sindaco | 5 159                | 52,37            | 4 811   | 48,66   | 1 386                   | 15,15 | 3     |       |
| I Valori della Sinistra       | Carlo Rossini ✔️ Sindaco | 5 159                | 52,37            | 4 811   | 48,66   | 603                     | 6,59  | 1     |       |
| Totale liste                  | Carlo Rossini ✔️ Sindaco | 5 159                | 52,37            | 4 811   | 48,66   | 4 668                   | 51,02 | 10    |       |
|                               | Antonino Ruggiano        | 4 692                | 47,63            | 4 094   | 41,41   | Il Popolo della Libertà | 2 675 | 29,23 | 4     |
| Antonino Ruggiano Sindaco     | Antonino Ruggiano        | 4 692                | 47,63            | 4 094   | 41,41   | 632                     | 6,91  | –     |       |
| Cattolici Uniti per Todi      | Antonino Ruggiano        | 4 692                | 47,63            | 4 094   | 41,41   | 274                     | 2,99  | –     |       |
| Seggio di coalizione          | Seggio di coalizione     | Seggio di coalizione | 47,63            | 4 094   | 41,41   | 1                       |       |       |       |
| Totale liste                  | Antonino Ruggiano        | 4 692                | 47,63            | 4 094   | 41,41   | 3 581                   | 39,14 | 4     |       |
|                               | Claudio Serafini         | Claudio Serafini     | Claudio Serafini | 782     | 7,91    | Aria Nuova per Todi     | 719   | 7,86  | –     |
| Seggio di coalizione          | Seggio di coalizione     | Seggio di coalizione | Claudio Serafini | 782     | 7,91    | 1                       |       |       |       |
|                               | Alberto Leoni            | Alberto Leoni        | Alberto Leoni    | 199     | 2,01    | Unione di Centro        | 182   | 1,99  | –     |
| Totale                        | Totale                   | 9 851                | 100              | 9 886   | 100     |                         | 9 150 | 100   | 16    |
|                               |                          |                      |                  |         |         |                         |       |       |       |
| Schede bianche                | Schede bianche           | 79                   | 0,78             | 88      | 0,86    |                         |       |       |       |
| Schede nulle                  | Schede nulle             | 162                  | 1,61             | 242     | 2,37    |                         |       |       |       |
| Votanti                       | Votanti                  | 10 092               | 72,88            | 10 216  | 73,78   |                         |       |       |       |
| Elettori                      | Elettori                 | 13 847               |                  | 13 847  |         |                         |       |       |       |
|                               |                          |                      |                  |         |         |                         |       |       |       |
| Fonte: Ministero dell'interno |                          |                      |                  |         |         |                         |       |       |       |

## Terni

### Narni
|                               | Francesco De Rebotti ✔️ Sindaco | 6 275                | 57,65 | Partito Democratico          | 3 341  | 32,94 | 7  |  |  |
| Partito Socialista Italiano   | Francesco De Rebotti ✔️ Sindaco | 6 275                | 57,65 | 900                          | 8,87   | 2     |    |  |  |
| La Sinistra per Narni         | Francesco De Rebotti ✔️ Sindaco | 6 275                | 57,65 | 704                          | 6,94   | 1     |    |  |  |
| Sinistra Ecologia Libertà     | Francesco De Rebotti ✔️ Sindaco | 6 275                | 57,65 | 479                          | 4,72   | 1     |    |  |  |
| In Comune                     | Francesco De Rebotti ✔️ Sindaco | 6 275                | 57,65 | 402                          | 3,96   | –     |    |  |  |
| Italia dei Valori             | Francesco De Rebotti ✔️ Sindaco | 6 275                | 57,65 | 272                          | 2,68   | –     |    |  |  |
| Totale liste                  | Francesco De Rebotti ✔️ Sindaco | 6 275                | 57,65 | 6 098                        | 60,13  | 11    |    |  |  |
|                               | Gianni Daniele                  | 2 208                | 20,28 | Tutti per Narni              | 1 456  | 14,36 | 2  |  |  |
| Italia Federale               | Gianni Daniele                  | 2 208                | 20,28 | 272                          | 2,68   | –     |    |  |  |
| Donne per Narni               | Gianni Daniele                  | 2 208                | 20,28 | 124                          | 1,22   | –     |    |  |  |
| Seggio di coalizione          | Seggio di coalizione            | Seggio di coalizione | 20,28 | 1                            |        |       |    |  |  |
| Totale liste                  | Gianni Daniele                  | 2 208                | 20,28 | 1 852                        | 18,26  | 2     |    |  |  |
|                               | Sergio Bruschini                | 1 258                | 11,56 | Il Popolo della Libertà      | 967    | 9,53  | –  |  |  |
| La Destra                     | Sergio Bruschini                | 1 258                | 11,56 | 110                          | 1,08   | –     |    |  |  |
| Seggio di coalizione          | Seggio di coalizione            | Seggio di coalizione | 11,56 | 1                            |        |       |    |  |  |
| Totale liste                  | Sergio Bruschini                | 1 258                | 11,56 | 1 077                        | 10,62  | –     |    |  |  |
|                               | Gian Carlo Marcotulli           | 881                  | 8,09  | Marcotulli Sindaco           | 840    | 8,28  | –  |  |  |
| Seggio di coalizione          | Seggio di coalizione            | Seggio di coalizione | 8,09  | 1                            |        |       |    |  |  |
|                               | Franco Scoccione                | 263                  | 2,42  | Con i Cittadini per Cambiare | 275    | 2,71  | –  |  |  |
| Totale                        | Totale                          | 10 885               | 100   |                              | 10 142 | 100   | 16 |  |  |
|                               |                                 |                      |       |                              |        |       |    |  |  |
| Schede bianche                | Schede bianche                  | 140                  | 1,22  |                              |        |       |    |  |  |
| Schede nulle                  | Schede nulle                    | 438                  | 3,82  |                              |        |       |    |  |  |
| Votanti                       | Votanti                         | 11 463               | 69,13 |                              |        |       |    |  |  |
| Elettori                      | Elettori                        | 16 581               |       |                              |        |       |    |  |  |
|                               |                                 |                      |       |                              |        |       |    |  |  |
| Fonte: Ministero dell'interno |                                 |                      |       |                              |        |       |    |  |  |